# Hoher Sonnblick
Hoher Sonnblick är ett berg i Österrike.   Det ligger i distriktet Zell am See och förbundslandet Salzburg, i den centrala delen av landet, 290 km sydväst om huvudstaden Wien. Toppen på Hoher Sonnblick är 3 106 meter över havet, eller 532 meter över den omgivande terrängen. Bredden vid basen är 5,8 km.
Terrängen runt Hoher Sonnblick är huvudsakligen bergig. Närmaste större samhälle är Bad Gastein, 15,0 km nordost om Hoher Sonnblick. 
Trakten runt Hoher Sonnblick består i huvudsak av gräsmarker. Runt Hoher Sonnblick är det ganska glesbefolkat, med 45 invånare per kvadratkilometer.